# Caroline Näslund
Caroline Näslund, född 5 april 1988, är en svensk simmare som har representerat Sverige på internationella tävlingar för personer med funktionshinder. 
Hon har bland annat simmat EM och VM på tävlingar arrangerade av DSISO (Downs syndrom international swimming organisation). 2014 på VM i Mexico tog hon världsrekord på 25m bröstsim. Hon tog även fyra Europarekord. Tre gånger har hon blivit utsedd till "årets idrottare med funktionshinder" på Medelpads idrottsgala, 2013,2015 och 2016.
Caroline Näslund föddes med hjärtfel vilket hon var svårt påverkad av fram till fem års ålder då hon gjorde en livsviktig operation. Efter operationen är hon besvärsfri men behöver göra regelbundna kontroller. Det är behovet av ordentlig återhämtning som är orsaken till att hon i sin simmarkarriär specialiserat sig på korta sprintsträckor. Caroline Näslund har även Downs Syndrom.